# Agence Nationale de Promotion des Exportations
Agence Nationale de Promotion des Exportations (ANAPEX) est un établissement public à caractère administratif et technique de République démocratique du Congo. Créée par le décret n°20/003 du 05 mars 2020,. Ses animateurs sont nommés sur ordonnance présidentielle n°21/029 portant nomination des membres du conseil d'administration et de la Direction Générale.